# Kirkwall River
Kirkwall River är ett vattendrag i Kanada.   Det ligger i provinsen Ontario, i den sydöstra delen av landet, 600 km nordväst om huvudstaden Ottawa.
I omgivningarna runt Kirkwall River växer i huvudsak blandskog. Trakten runt Kirkwall River är nära nog obefolkad, med mindre än två invånare per kvadratkilometer.